# Cristal euhédrico

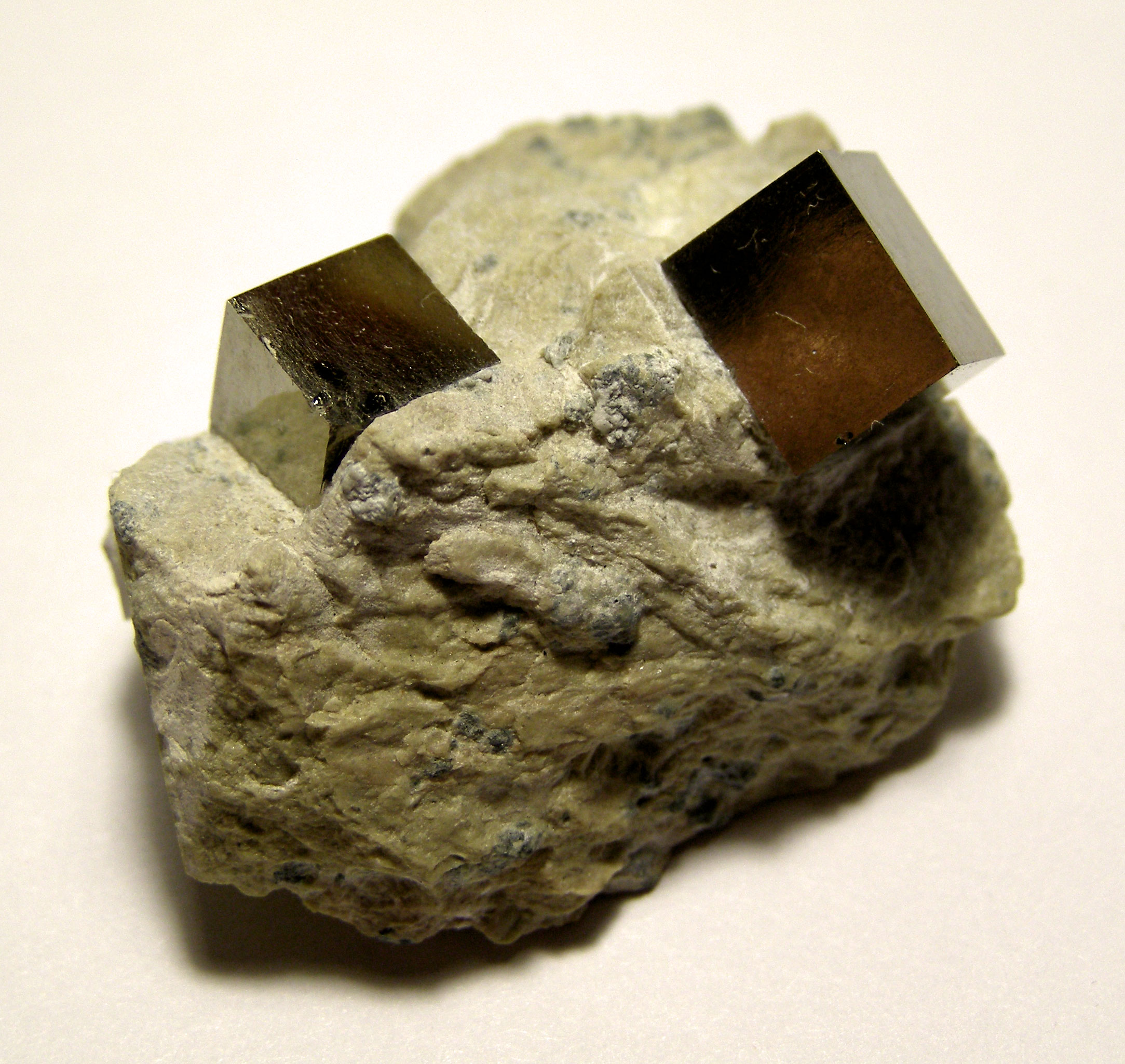
Cristales euhédricos de pirita, mostrando su forma cúbica perfecta.

Los cristales euhédricos, euédricos, euhedrales, idiomorfos o automórficos son aquellos que presentan una forma definida y caras fácilmente reconocibles. Muchos de estos cristales provienen del enfriamiento del magma. 
Etimolología: El prefijo eu deriva del griego y significa bien, mientras que hedron significa forma.

## Cristales euhédricos, anhédricos y subhédricos

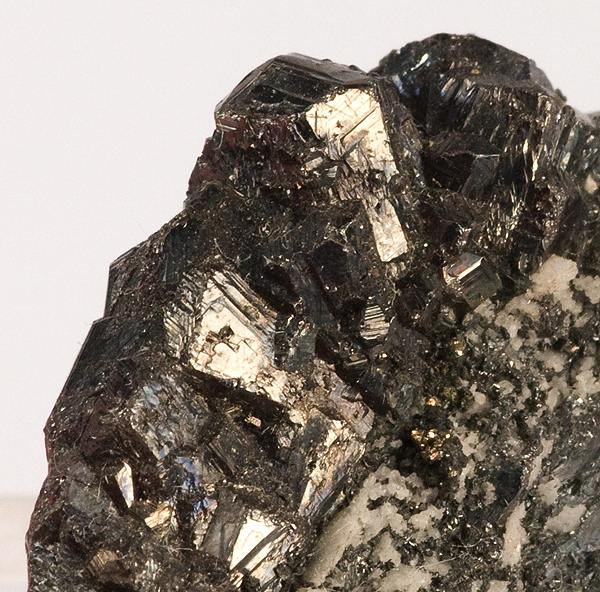
Cristales subhédricos de pirargirita.

Lo más habitual en las masas rocosas es que no se formen cristales con caras lisas y contornos afilados, que suelen ser ejemplares relativamente excepcionales. Dado que en muchos casos estos cristales crecen a partir del enfriamiento del magma líquido, acaban tocándose entre sí, dificultando la formación correcta de caras cristalinas, o impidiéndola por completo.
Para que se formen cristales euhédricos, es necesario que dispongan del espacio necesario para permitir su crecimiento. Por ejemplo, cuando se forman los copos de nieve, que no se tocan entre sí, se generan maclas cristalinas euhédricas de seis caras perfectas. En las rocas, la presencia de cristales euhédricos puede significar que se formaron en la fase inicial de la cristalización de magma, o que lo hicieron en una cavidad sin el obstáculo de otros cristales (como en el caso de las geodas).
Cuando no se dan estas condiciones, se produce el caso contrario, los cristales anhédricos, anhedrales o alotriomorfos. Una roca con una textura anhédrica se compone de granos minerales cuyos cristales no tienen sus caras bien formadas. El crecimiento de estos cristales se produce en un entorno saturado, sin el espacio libre necesario para la formación de las caras del cristal.
Una textura intermedia, con las caras de los cristales parcialmente formadas se denomina subhédrica, subhedral o subidiomorfa. En este caso, se observan en el mineral numerosas caras planas, pero distribuidas de forma caótica e irregular, debido a la interferencia mutua sobre su crecimiento de cristales adyacentes.

## Relación entre la orientación de las facetas y la estructura microscópica

Cuando un cristal de halita está creciendo, los nuevos átomos pueden unirse muy fácilmente a las partes irregulares de la estructura de la superficie a escala atómica mediante enlaces fijos. Por lo tanto, estas partes del cristal crecen muy rápidamente (flechas de color amarillo). Con el tiempo, toda la superficie se compone de sucesivas capas de energía superficial equivalente estables y lisas. En estas caras o facetas, es más difícil que nuevos átomos formen enlaces fijos con los anteriores, propiciando la formación de planos de exfoliación.

Los cristales euhédricos presentan caras planas con ángulos afilados. Las caras planas (también llamadas facetas) están orientadas de acuerdo con la estructura cristalina subyacente: son planos con un índice de Miller relativamente bajo. Esto ocurre porque algunas orientaciones de la superficie son más estables que otras (con menor energía superficial). Cuando un cristal crece, nuevos átomos se unen fácilmente a las partes más irregulares y menos estables de la superficie, y menos fácilmente a las superficies planas y estables. Por lo tanto, las superficies planas tienden a hacerse más grandes y más lisas, formando las facetas exteriores planas del cristal. (Ver diagrama de la derecha).